# Martinskirche (Ovelgönne)

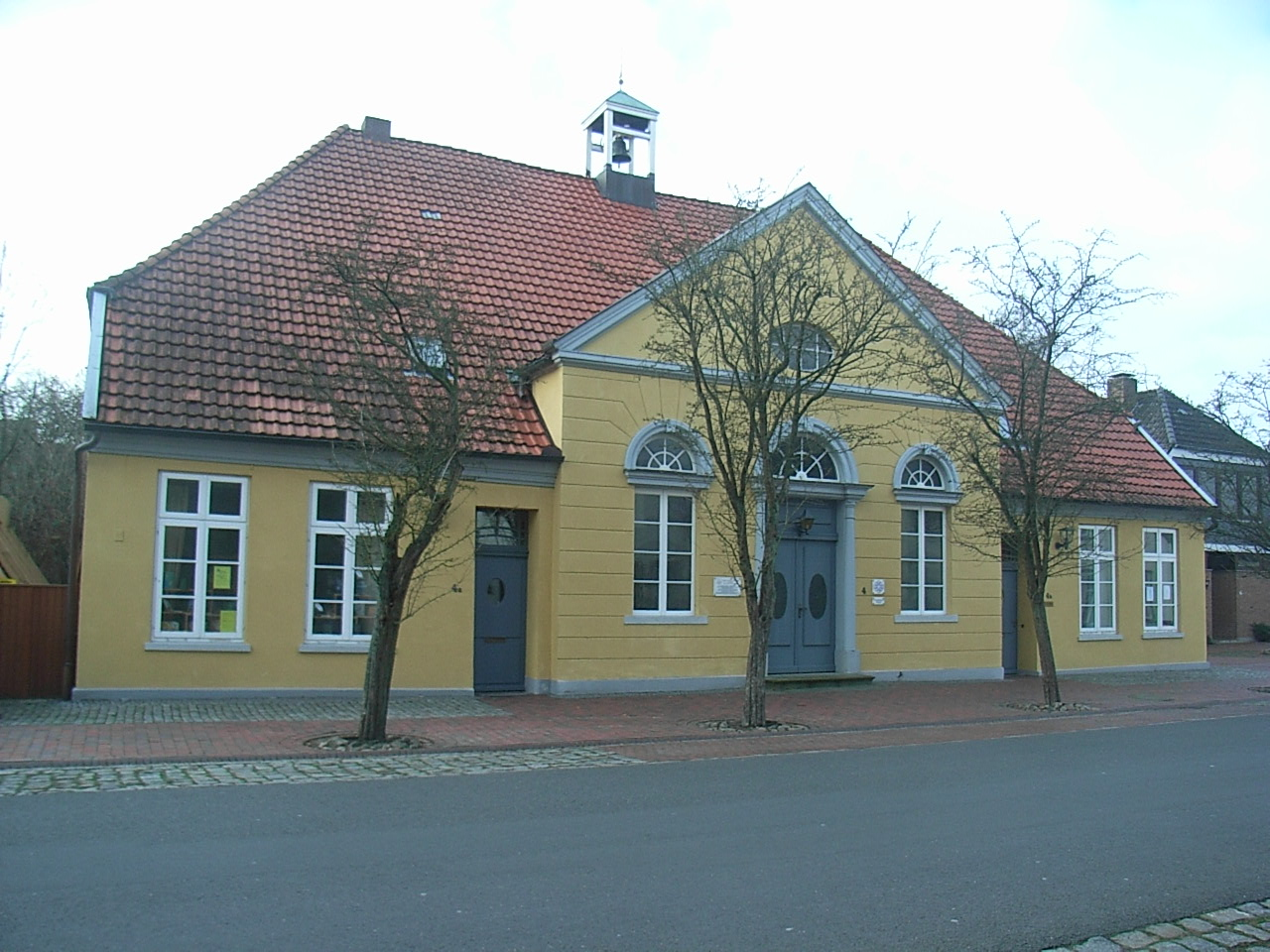
Martinskirche

Die evangelisch-lutherische denkmalgeschützte Martinskirche steht in Ovelgönne, einer Gemeinde im Landkreis Wesermarsch in Niedersachsen. Die Kirchengemeinde gehört zum Kirchenkreis Wesermarsch der Evangelisch-Lutherischen Kirche in Oldenburg. Der Name der Kirche bezieht sich auf Martin Luther, daher lautet die korrekte Bezeichnung der Kirche Martinskirche.

## Beschreibung
Das klassizistische Gemeindezentrum wurde 1809 vom Baubeamten J. B. Winck erbaut. Es enthält neben dem Kirchsaal im linken Gebäudetrakt die Wohnung für den Pfarrer und im rechten die für den Küster und die Schule. Von den Wohnungen gab es einen direkten Zugang in den Kirchenraum. Die Grundsteinlegung fand im Spätfrühjahr 1809 statt. Eingeweiht wurde die Kirche am 3. Advent 1809 im Beisein von Herzog Peter Friedrich Ludwig.
Im Risalit in der Mitte befindet sich das Portal. Das hohe Krüppelwalmdach wurde 1959 mit einem kleinen Dachreiter ausgestattet, in dem die Kirchenglocke hängt. In diesem Jahr erhielt die Kirche auch ihren Namen. Zur Kirchenausstattung gehört ein Kanzelaltar. Ende der 1980er Jahre wurde die Kirche renoviert. Dabei wurde die Orgel über dem Portal entfernt und eine neue Orgel, die im Jahr 1955 von der Orgelbauwerkstatt Führer gebaut wurde, im Kanzelaltar integriert.